# Байракатуба
Байракату́ба (рос. Байракатуба, башк. Бәйрәкәтүбә) — присілок у складі Туймазинського району Башкортостану, Росія. Входить до складу Ільчимбетовської сільської ради.
Населення — 101 особа (2010; 82 у 2002).
Національний склад:
- башкири — 85 %